# Who Do I Gotta Kill?
Who Do I Gotta Kill? (también conocida como Me & The Mob) es una película independiente de 1994, dirigida por Frank Rainone, escrita por James Lorinz, Tom Klassen y Frank Rainone, y con actuaciones de James Lorinz, Sandra Bullock, Anthony Michael Hall, Vincent Pastore y Steve Buscemi. 

## Sinopsis
Un luchador escritor que trabaja para una revista, llamado Jimmy Corona (James Lorinz), decide juntarse con gánsteres buscando "historias reales acerca de criminales". En vez de historias reales, Jimmy acaba encontrando un conjunto de estereotipos propios de una película de mafiosos, con gánsteres haciendo imitaciones de Robert De Niro de dudosa credibilidad y diálogos coloridos.